# Amortización
La amortización, en la economía y contabilidad, hace referencia al proceso de distribución de gasto en el tiempo de un valor duradero. Así puede significar redimir o extinguir el capital de un préstamo o deuda o recuperar o compensar los fondos invertidos.
La amortización (de un pasivo) es el proceso financiero mediante el cual se extingue, gradualmente,refiriéndose a la reducción del valor de un activo o un pasivo con el paso del tiempo. Es habitual en cualquier préstamo o crédito y específicamente en los créditos hipotecarios para la adquisición de vivienda. En las amortizaciones de una deuda, cada pago o cuota que se entrega sirve para pagar parte de los intereses y reducir el importe de la deuda.

## Amortización de activos y pasivos
El término amortización se emplea referido a dos ámbitos diferentes casi opuestos:
- Amortización de activos: por ejemplo un vehículo que tiene una duración prevista limitada.
- Amortización de pasivos: devolución de un préstamo, por ejemplo un préstamo hipotecario.

En ambos casos se trata de un valor, con una duración que se extiende a varios periodos o ejercicios, para cada uno de los cuales se calcula una amortización, de modo que se reparte ese valor entre todos los periodos en los que permanece.

### Amortización de activos
Los 'activos' son: bienes, derechos y otros recursos controlados económicamente por la empresa, resultantes de sucesos pasados de los que se espera obtener beneficios o rendimientos económicos en el futuro“.
Cuando hablamos de amortización de activos nos referimos a activos corrientes (anuales) y no corrientes (no anuales) que son los activos inmovilizados, ya sean materiales (maquinaria, vehículos, equipos informáticos, etcétera) o inmateriales (intelectuales, investigación, propiedad intelectual, derechos, aplicaciones informáticas, etcétera).

### Amortización de pasivos
La amortización de un pasivo es el pago gradual de un préstamo o créditos que se ha solicitado. La amortización de una hipoteca mediante el pago de las cuotas es, técnicamente, la amortización de un pasivo.

## Amortización financiera del pasivo
Desde el punto de vista financiero, se entiende por amortización el reembolso gradual de una deuda.
La obligación de devolver un préstamo recibido de un banco es un pasivo, cuyo importe se va reintegrando en varios pagos pequeños diferidos y en cuanto tiempo sea posible. La parte del capital prestado (o principal) que se cancela en cada uno de esos pagos es una amortización del pasivo.

### Fórmula de la amortización
La fórmula de amortización es la siguiente:
n{\displaystyle {\text{cuota}}={\text{principal}}\cdot {\frac {i}{1-(1+i)^{-n}}}\,}
{\displaystyle i:{\text{interés}}\,}
{\displaystyle n:{\text{número de pagos}}}

## Sistemas de amortización financiera: sistema francés, alemán, estadounidense y peruano
Los métodos más frecuentes para repartir el importe de una deuda o crédito (pasivo) en el tiempo y segregar el principal de los intereses son el sistema francés, el alemán y el americano (o estadounidense). Todos estos métodos son correctos desde el punto de vista contable y están basados en el concepto de interés compuesto. Las condiciones pactadas al momento de acordar el préstamo determinan cual de los sistemas se utilizará.

### Sistema francés de amortización SFA
El sistema o método francés de amortización consiste en determinar un término de amortización fijo o cuota fija. Esa cuota contiene una parte del capital a devolver y una parte de los intereses, ambas van variando a lo largo de la vida del crédito. Mediante el cálculo apropiado del interés compuesto se segrega el capital (la cuota de capital amortizado es creciente) de los intereses (la cuota de interés es decreciente). Es el sistema más habitual en la amortización de muchos préstamos y créditos hipotecarios.

### Sistema alemán o italiano de amortización
En el sistema alemán o italiano,[cita requerida] o sistema de cuota de amortización fija, la amortización de capital es fija, por lo tanto los intereses y la cuota total serán decrecientes. Se caracteriza porque el interés se paga de forma anticipada en cada anualidad.

### sistema estadounidense de amortización
El sistema estadounidense establece una sola amortización única al final de la vida del préstamo. A lo largo de la vida del préstamo solo se pagan intereses. Al no haber pagos intermedios de capital, los intereses anuales son fijos.

### Sistema peruano de amortización SPA
El sistema peruano de amortización, determinada por cuotas fijas calculadas por la teoría de la renta o anualidades, la cuota que está compuesta por una parte de capitales amortizables decreciente basadas  en el cálculo del valor actual y, de la otra, los intereses crecientes a lo largo del periodo. Este sistema de amortización permite pagar antes el capital prestado en mayor proporción  que los intereses. a lo largo del crédito.

### Sistema de cuota creciente
En el sistema de Cuota creciente la devolución del capital se establece aplicando un incremento anual según una razón geométrica.
El resultado es que la parte de capital a devolver aumenta a medida que se acerca el vencimiento o final natural de la operación.
El sistema de amortización Cuota creciente puede combinarse tanto con un interés a tipo fijo como con un interés a tipo variable. Si el interés es a tipo variable entonces la cuota puede tener dos factores de aumento: primero el propio del sistema de amortización creciente y segundo si subiere el índice de referencia con el que se calcula el tipo variable.

## Amortización técnica o económica de activos
Desde un punto de vista económico-contable, los fondos de amortización son aquellos que se crean para compensar la pérdida de valor o depreciación que experimentan ciertos elementos patrimoniales. Los fondos de amortización se crean por las dotaciones que se realizan cada año por un determinado importe, de tal forma que al final de la vida económica del bien amortizado, la empresa podrá reponerlo con la acumulación de las dotaciones efectuadas.
La dotación anual es el reflejo contable de la depreciación que sufren los activos, que recibe el nombre de amortización.
Desde el punto de vista lingüístico la expresión depreciación es más apropiada para reflejar la pérdida de valor de los activos materiales (también llamados bienes de uso). Sin embargo, las normas contables de algunos países eligen la expresión amortización.

### Sentido económico de la amortización de activos
La amortización tiene un sentido económico muy claro para la empresa, dado que si esta no cargase la depreciación (pérdida de valor) experimentada por sus activos inmovilizados en el transcurso del año en la cuenta de resultados, el beneficio resultaría ficticio, ya que al final de su vida útil el inmovilizado habría desaparecido y la empresa se habría empobrecido (o descapitalizado, en términos técnicos). Por otro lado, si el balance de la empresa sólo registrase el inmovilizado en términos brutos (esto es, el precio de adquisición de los inmovilizados), el activo no reflejaría el valor de los bienes y derechos de propiedad de la empresa en ese momento, sino el valor de los activos cuando se adquirieron, que evidentemente puede ser muy distinto.
En el establecimiento de una política de amortización intervienen los siguientes factores:
a) El precio de adquisición del inmovilizado, que incluye todos los gastos adicionales para su instalación y puesta en condiciones.
b) La vida útil del inmovilizado. Es la menor de las tres  vidas siguientes:
-	La vida física.
-	La vida técnica (obsolescencia): una máquina puede encontrarse en perfectas condiciones de trabajo pero poder sustituirse con ventaja económica por una segunda máquina que realiza mejor la misma función (ejemplos típicos son los ordenadores o los aparatos electrónicos).
-	La vida comercial: el producto, en cuya intervención interviene el inmovilizado puede haber sido sustituido por otro obtenido por procedimientos distintos.
c)	El valor residual del inmovilizado al final de su vida útil, que con frecuencia se estima nulo.
d)	El método de amortización empleado para repartir el coste del inmovilizado entre los períodos contables que constituyen su vida útil.
e)	La base de la amortización, es decir, si la amortización pretende cubrir bien el coste original del inmovilizado, bien este mismo coste actualizado con un índice de precios que indique la pérdida de valor del dinero en períodos de inflación, o bien el coste de reposición del inmovilizado.

### Causas de la amortización
La amortización económica recoge la depreciación de un bien. La amortización es la cuantificación de la depreciación que sufren los bienes que componen el activo de una empresa.
Esta depreciación puede ser motivada por tres causas:
- Depreciación física ocasionada por el simple paso del tiempo, aunque el bien no haya sido empleado en ninguna actividad productiva.
- Depreciación funcional a causa de la utilización del bien.
- Depreciación económica, también llamada obsolescencia, motivada por la aparición de innovaciones tecnológica que hacen que el bien sea ineficiente para el proceso productivo, etc.

### Amortización desde el punto de vista contable
Amortizar significa considerar que un determinado elemento del activo fijo empresarial ha perdido, por el mero paso del tiempo, parte de su valor. Para reflejar contablemente este hecho, y en atención al método contable de partida doble, hay que:
1º Dotar una amortización, es decir, considerar como pérdida del ejercicio la disminución del valor experimentado.
2º Crear una cuenta negativa en el activo del balance, que anualmente vería incrementado su saldo con la indicada disminución del valor del bien. De esta forma todo elemento del activo fijo de la empresa vendría reflejado por dos cuentas, una positiva, que recogería el valor de su adquisición u obtención, y otra negativa (llamada de Amortización Acumulada), en la cual se indica lo que vale de menos como consecuencia del paso del tiempo.
Se trata de un artificio contable tendiente a conseguir una mayor aproximación a la realidad económica y financiera de la empresa, y no un fondo de dinero reservado de alguna forma para reponer el inmobiliario al finalizar su vida útil. Para calcular la cuota de amortización para un periodo determinado existen diferentes métodos:

### Métodos de amortización
Existen varios métodos de cálculo de la amortización, de los activos inmovilizados (cuotas fijas, crecientes, decrecientes,...). Se trata de técnicas aritméticas para repartir un importe determinado, el valor a amortizar, en varias cuotas, correspondientes a varios periodos.
Al tratar los diferentes métodos amortizativos debemos hacer referencia de forma previa a algunos conceptos relativos a las formas de calcular la amortización
- Vida útil: la vida útil de un activo es el número de años de duración del mismo.
- Base de amortización: es la diferencia entre el valor de adquisición del activo y su valor residual.
- tipo de amortización: es el porcentaje que se aplica sobre la base amortizable para calcular la amortización anual.

#### Métodos de amortización
1. Amortización constante, lineal o de cuota fija: cada año se asigna la misma cuota de amortización
2. Amortización decreciente con porcentaje constante sobre el valor pendiente de amortizar
3. Amortización decreciente por suma de dígitos. Se asigna un dígito a cada año de la vida útil, la cuota anual de amortización será el resultante de aplicar el cociente entre ese dígito y la suma de todos al valor amortizable.
4. Amortización decreciente por progresión aritmética decreciente
5. Amortización progresiva
6. Amortización variable
7. Amortización acelerada

### Efecto Lohmann Ruchti
La amortización, en principio, cumple la función de garantizar el mantenimiento de la capacidad productiva de la empresa, pero según el efecto Lohmann Ruchti, en determinados casos la amortización puede contribuir a incrementar la capacidad productiva de la empresa.
Para que se cumpla este efecto se deben dar los siguientes requisitos:
- Debe existir una fase de crecimiento de la empresa que requiera un mayor necesidad de bienes de equipo.
- Divisibilidad del equipo productivo. Este incremento de la capacidad de producción se puede conseguir mediante la adición de nuevos equipos a los ya existentes.
- El modelo supone la inexistencia de inflación u obsolescencia tecnológica.

Si se cumplen los anteriores supuestos, los fondos liberados mediante el proceso de amortización pueden ser dedicados a adquirir nuevas unidades de producción, que permiten la expansión productiva de la empresa.

## Seguro de amortización
El seguro de amortización de préstamos garantiza en caso de fallecimiento o invalidez del prestatario el importe de la deuda restante. Es habitual en la contratación de créditos hipotecarios la suscripción de seguros de vida por el capital e intereses pendientes de devolución. Estos seguros son decrecientes ya que las cantidades pendientes de amortización se reducen.